# 地球倾斜23.5度
《地球倾斜23.5度》，為泰國GMM 25於2024年3月8日起播出的浪漫愛情喜劇，改編自Blue（น้ำเงิน）的原作小說，為GMMTV製作的首部百合劇，由潘薩·沃斯畢恩及帕蘭妮·琳帕緹雅空主演。
此劇由GMMTV製作，並在2022年11月GMMTV的「DIVERSELY YOURS」新戲發佈會上公開先導預告片。其後，此劇於2024年3月在GMM 25電視台首播，未刪減版將在Netflix播出。

## 劇情簡介
當 Ongsa 在 Instagram 上化名為「Earth 」向可愛開朗的同學 Sun 說出「祝你有個好夢」時，她的高中生活將不再一樣。因為 Sun 誤以為 Earth 是男生，不想失去與她聊天機會的Ongsa 選擇隱藏身份，繼續以 Earth 的身份與 Sun 網路交談。暗戀朋友的故事即將開始⋯

## 演員陣容
註：括號內的演員姓名為小名。
主要人物
- 潘薩·沃斯畢恩（Milk）飾演 Ongsa

從普吉島轉來曼谷的轉學生，在網路上化名為Earth。
- 帕蘭妮·琳帕緹雅空（Love）飾演 Sun

開朗善良的學校人氣學生。

### 其他人物
- 彬雅帕·珍帕誦（View）飾演 Aylin

喜歡宇宙與外星人，Ongsa的表妹。
- 婉維茉·珍薩瓦米緹（June）飾演 Luna

學生會成員，想重新成立天文社。
- 拉荻查·帕芭基緹（Ciize）飾演 Alpha

學生會會長，Ongsa的姊姊。
- 阿藍·阿薩蘇布薩坤（Ford）飾演 Tin

Ongsa的朋友。
- 普莉雅帕·洛蘇萬西里（Earn）飾演 Charoen

Ongsa的朋友。
- 坦那瑟·蘇瑞亞蓬柴固（Euro）飾演 Mawin

學生會副會長。
- 查亞彭·朱塔瑪斯（AJ）飾演 Ton

學生會成員。
- 塔察宮·文拉亞南（Godji）飾演 Nida

英文老師，Ongsa的班導師。
- 基蒂帕特·查拉拉格（Golf）飾演 Bambam

迷信的化學物理老師。

## 原聲帶
| 《地球倾斜23.5度》剧集原声带 | 《地球倾斜23.5度》剧集原声带 | 《地球倾斜23.5度》剧集原声带      |
| 曲序                         | 曲目                         | 演唱者                            |
| ---------------------------- | ---------------------------- | --------------------------------- |
| 1.                           | 《โลกเอียง (Tilt)》（主题曲） | 潘萨·沃斯毕恩 · 帕兰妮·琳帕缇雅空 |
| 2.                           | 《ดาวหมุน（Orbiting Star）》  | Sarah Salola                      |

## 外部連結
- GMM25官方網站 （页面存档备份，存于）（泰文）
- GMMTV官方網站（泰文）
- YouTube上的《地球傾斜23.5度》播放列表
- MyDramaList劇集介紹及劇評 （页面存档备份，存于）（英文）
- 豆瓣电影上《地球倾斜23.5度》的資料 （简体中文）